# Balteni, Gorj
Balteni là một xã thuộc hạt Gorj, România. Dân số thời điểm năm 2002 là 8010 người.